# Frankenstein musi zginąć
Frankenstein musi zginąć (ang. Frankenstein Must Be Destroyed) – brytyjski horror z 1969  roku. Film jest kontynuacją filmu Frankenstein stworzył kobietę z 1967 roku. Został wyprodukowany przez studio Hammer Film Productions. Zdjęcia kręcono w Stanmore (dzielnica Londynu).

## Opis fabuły
Baron Frankenstein udaje się do Altenburga, by kontynuować nielegalne eksperymenty. Szantażem zmusza do współpracy dyrektora miejscowego szpitala. Porywają doktora Brandta, chorego psychicznie, dawnego przyjaciela barona i dokonują transplantacji jego mózgu do nowego ciała. 

## Obsada
- Peter Cushing - baron Victor Frankenstein
- Peter Copley - dyrektor szpitala
- Maxine Audley - Ella Brandt
- George Pravda - dr. Frederick Brandt
- Thorley Walters - inspektor Frisch
- Veronica Carlson - Anna Spengler
- Freddie Jones - Profesor Richter
- Jim Collier - dr. Otto Heideke
- Simon Ward - dr. Karl Holst